# Горохов, Александр Сергеевич
Алекса́ндр Серге́евич Горо́хов (31 июля 1939 — 12 мая 2004) — советский кинодраматург, писатель, член Союза кинематографистов СССР.

## Биография
Прежде чем стать сценаристом и писателем, Александр работал портовым докером, токарем, слесарем, инженером-конструктором, дворником…
В 1961 году Александр поступил на сценарный факультет в институт кинематографии, чем и предопределил своё будущее. В 1975 году Александр Горохов победил в конкурсе Госкино и Союза писателей и по его сценарию сняли фильм «Мой друг — человек несерьёзный». Александр стал востребованным сценаристом. Среди самых известных его работ «Давай поженимся», «…И другие официальные лица».
Когда в 1990-е годы кино в России почти не снимали, Александр Сергеевич взялся за перо и стал автором детективов, таких как «Насильник» и «Рождённый убивать».
Похоронен в Москве на Введенском кладбище (2 уч.).

## Фильмы
| Год  |   | Название                                  | Роль      |
| ---- | - | ----------------------------------------- | --------- |
| 1969 | ф | Ищите и найдёте (Киноповесть)             | сценарист |
| 1971 | ф | Дом в пять стен (Новелла)                 | сценарист |
| 1973 | ф | И на Тихом океане… (Приключения)          | сценарист |
| 1975 | ф | Родины солдат (Киноповесть)               | сценарист |
| 1975 | ф | Мой друг — человек несерьёзный            | сценарист |
| 1976 | ф | …И другие официальные лица (Драма)        | сценарист |
| 1977 | ф | Гармония (Киноповесть)                    | сценарист |
| 1978 | ф | Трасса (Киноповесть)                      | сценарист |
| 1979 | ф | Здравствуйте, я приехал! (Мелодрама)      | сценарист |
| 1980 | ф | Начальник (Драма, короткометражный фильм) | режиссёр  |
| 1980 | ф | День на размышление (Киноповесть)         | сценарист |
| 1981 | ф | Тайна синих гор                           | сценарист |
| 1981 | ф | Под свист пуль (Приключения)              | сценарист |
| 1982 | ф | Давай поженимся (Мелодрама)               | сценарист |
| 1984 | ф | Предел возможного (Киноповесть)           | сценарист |
| 1985 | ф | Волны умирают на берегу                   | сценарист |
| 1986 | ф | Время сыновей (Драма)                     | сценарист |
| 1987 | ф | Холодный март (Драма)                     | сценарист |
| 1987 | ф | По второму кругу                          | сценарист |
| 1988 | ф | Радости земные                            | сценарист |
| 1988 | ф | Без мундира (Социальная драма)            | сценарист |
| 2006 | ф | Жаркий ноябрь                             | сценарист |

## Книги
- 1995 — Козырная карта
- 1995 — Фирма «Смерть LTD»
- 1995 — Приговорённый к власти
- 1996 — Травля
- 1996 — Смертельный азарт
- 1997 — Насильник
- 1997 — Стукач
- 1998 — Мне терять нечего
- 1998 — Премия за убийцу
- 1998 — Раскрутка
- 1999 — Рождённый убивать
- 2000 — Забытые на обочине
- 2002 — Банкир
- 2003 — Чёрный пиарщик
- 2003 — Бенефис любви. Риэлторша
- 2004 — Возвращение к любви